# Marta Pandini
Marta Teresa Pandini (* 21. März 1998 in Mailand) ist eine italienische Fußballspielerin.

## Karriere

### Klub
Ihre Karriere begann sie bei ASD Femminile Inter Milano, welcher dann im Oktober 2018 von Inter Mailand übernommen wurde und wo sie bis heute auch spielt. Dort verlängerte sie ihren Kontrakt im Mai 2023 noch einmal bis zum Ende der Saison 2024/25.

### Nationalmannschaft
Sie erhielt am 9. April 2019 bereits einmal einen Einsatz in der italienischen U23 bei einem 2:0-Freundschaftsspielsieg über die USA.
Ihr Debüt für die A-Nationalmannschaft hatte sie dann am 10. April 2021 bei einem 1:0-Freundschaftsspielsieg über Island, wo sie zur 76. Minute für Arianna Caruso eingewechselt wurde. Dies verblieb bis heute (Stand September 2019) ihr einziger Einsatz.